# Телліко-Вілледж (Теннессі)
Телліко-Вілледж (англ. Tellico Village) — переписна місцевість (CDP) в США, в окрузі Лаудон штату Теннессі. Населення — 7311 особа (2020).

## Географія
Телліко-Вілледж розташоване за координатами 35°42′7″ пн. ш. 84°15′48″ зх. д. / 35.70194° пн. ш. 84.26333° зх. д. (35.701817, -84.263230).  За даними Бюро перепису населення США в 2010 році переписна місцевість мала площу 20,08 км², з яких 19,29 км² — суходіл та 0,79 км² — водойми.

## Демографія
Згідно з переписом 2010 року, у переписній місцевості мешкала 5791 особа в 2924 домогосподарствах у складі 2421 родини. Густота населення становила 288 осіб/км².  Було 3243 помешкання (162/км²).
Расовий склад населення:
| - 98,8 % — білих - 0,3 % — чорних або афроамериканців - 0,3 % — азіатів - 0,2 % — корінних американців |

До двох чи більше рас належало 0,4 %. Частка іспаномовних становила 0,5 % від усіх жителів.
За віковим діапазоном населення розподілялося таким чином: 3,6 % — особи молодші 18 років, 37,8 % — особи у віці 18—64 років, 58,6 % — особи у віці 65 років та старші. Медіана віку мешканця становила 67,0 року. На 100 осіб жіночої статі у переписній місцевості припадало 93,7 чоловіків;  на 100 жінок у віці від 18 років та старших — 92,9 чоловіків також старших 18 років.
Середній дохід на одне домашнє господарство  становив 83 703 долари США (медіана — 68 771), а середній дохід на одну сім'ю — 90 089 доларів (медіана — 74 113). За межею бідності перебувало 3,3 % осіб, у тому числі 0,0 % дітей у віці до 18 років та 4,7 % осіб у віці 65 років та старших.
Цивільне працевлаштоване населення становило 1204 особи. Основні галузі зайнятості: науковці, спеціалісти, менеджери — 38,6 %, освіта, охорона здоров'я та соціальна допомога — 17,0 %, мистецтво, розваги та відпочинок — 9,4 %, будівництво — 9,1 %.